# العلاقات التشادية البيلاروسية
العلاقات التشادية البيلاروسية هي العلاقات الثنائية التي تجمع بين تشاد وروسيا البيضاء.

## مقارنة بين البلدين
هذه مقارنة عامة ومرجعية للدولتين:
| وجه المقارنة                                              | تشاد                      | روسيا البيضاء                    |
| --------------------------------------------------------- | ------------------------- | -------------------------------- |
| المساحة (كم2)                                             | 1.28 مليون                | 207.60 ألف                       |
| عدد السكان (نسمة)                                         | 15.23 مليون               | 9.50 مليون                       |
| الكثافة السكانية (ن./كم²)                                 | 11.9                      | 45.76                            |
| العاصمة                                                   | انجمينا                   | مينسك                            |
| اللغة الرسمية                                             | لغة فرنسية، اللغة العربية | اللغة البيلاروسية، اللغة الروسية |
| العملة                                                    | فرنك وسط أفريقي           | روبل بلاروسي                     |
| الناتج المحلي الإجمالي (بليون دولار)                      | 9.98 مليار                | 54.44 مليار                      |
| الناتج المحلي الإجمالي (تعادل القوة الشرائية) بليون دولار | 30.54 مليار               | 168.35 مليار                     |
| الناتج المحلي الإجمالي الاسمي للفرد دولار أمريكي          | 775                       | 5.74 ألف                         |
| الناتج المحلي الإجمالي للفرد دولار أمريكي                 | 2.18 ألف                  | 18.18 ألف                        |
| مؤشر التنمية البشرية                                      | 0.392                     | 0.798                            |
| رمز المكالمات الدولي                                      | +235                      | +375                             |
| رمز الإنترنت                                              | .td                       | .by، .бел                        |
| المنطقة الزمنية                                           | ت ع م+01:00               | ت ع م+03:00                      |

## منظمات دولية مشتركة
يشترك البلدان في عضوية مجموعة من المنظمات الدولية، منها:
| علم المنظمة | اسم المنظمة                               | تاريخ انضمام تشاد | تاريخ انضمام روسيا البيضاء |
| ----------- | ----------------------------------------- | ----------------- | -------------------------- |
|             | مؤسسة التمويل الدولية                     | 2 أبريل 1998      | 2 نوفمبر 1992              |
|             | منظمة حظر الأسلحة الكيميائية              | ?                 | ?                          |
|             | الأمم المتحدة                             | 20 سبتمبر 1960    | 24 أكتوبر 1945             |
|             | الاتحاد الدولي للاتصالات                  | 25 نوفمبر 1960    | 7 مايو 1947                |
|             | منظمة الشرطة الجنائية الدولية             | ?                 | ?                          |
|             | البنك الدولي للإنشاء والتعمير             | 10 يوليو 1963     | 10 يوليو 1992              |
|             | الاتحاد البريدي العالمي                   | ?                 | ?                          |
|             | المركز الدولي لتسوية المنازعات الاستشارية | 14 أكتوبر 1966    | 9 أغسطس 1992               |
|             | وكالة ضمان الاستثمار متعدد الأطراف        | 11 يونيو 2002     | 3 ديسمبر 1992              |
|             | يونسكو                                    | 19 ديسمبر 1960    | 12 مايو 1954               |

## وصلات خارجية
- موقع وزارة الخارجية البيلاروسية